# 麻辣香鍋

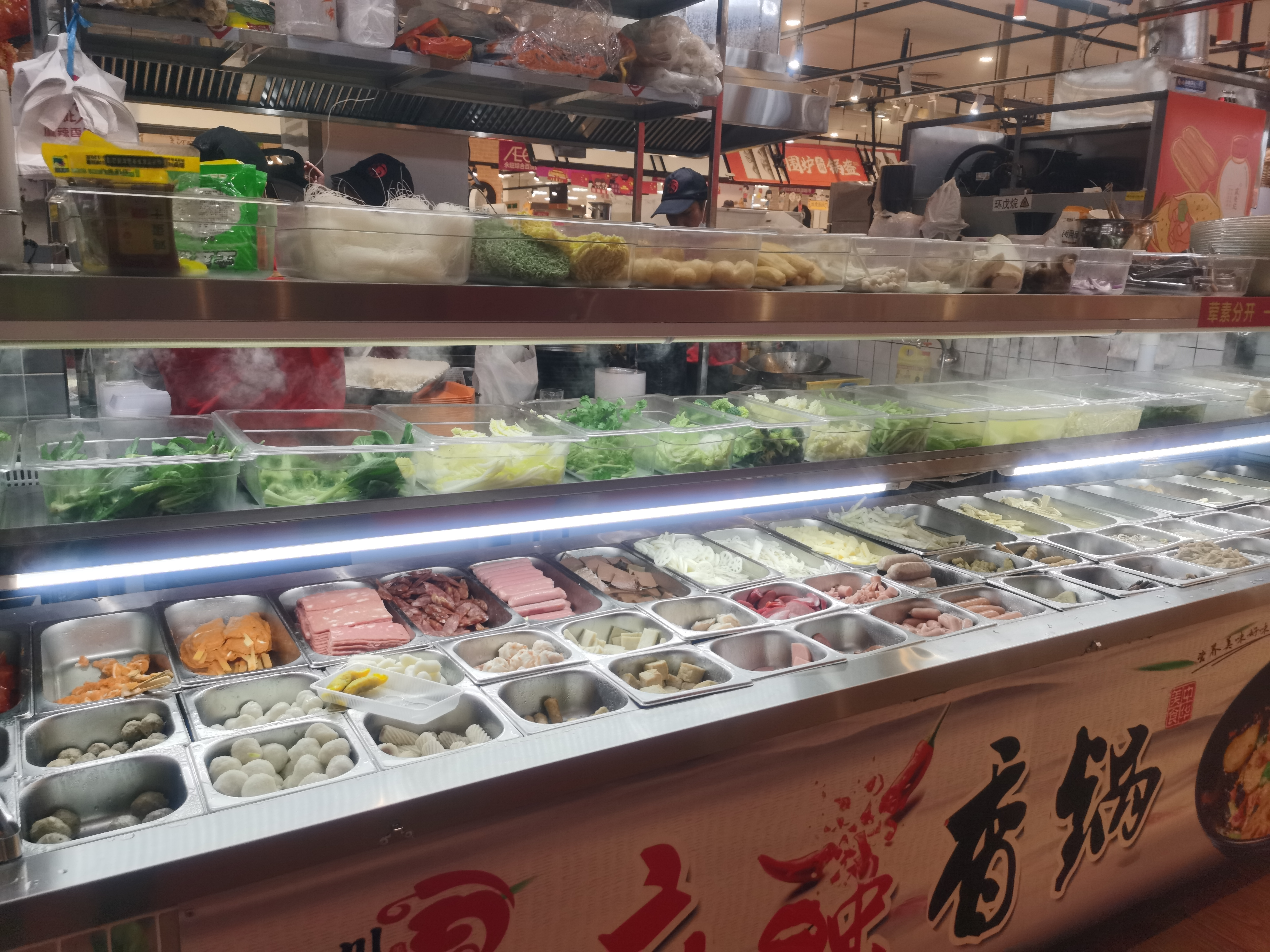
一间麻辣香锅餐厅的选菜区，可以供顾客选菜，之后由厨师加工

麻辣香鍋是一道麻辣菜，可能由四川的干锅改造而来，原料相较于干锅更为繁多，其中含有荤菜和素菜，味型兼具咸味和辣味。麻辣香鍋的大致制作流程是：在锅中加入所需菜品后，再通过以麻辣为主味型的调料炒成。出品前撒上白芝麻与香菜点缀，亦有炒制过程中加入花生碎增香的做法，有的在食用时还效仿干锅使用酒精炉等加热，以保持温度。在餐厅中，麻辣香锅可以经过顾客自主选菜之后由厨师加工炒成。
餐馆销售的麻辣香锅和麻辣烫等麻辣食物的麻辣味型都有一定可能是由“辣椒精”调配而成。